# Pinard-Rohr
Ein Pinard-Rohr ist ein geburtshilfliches Stethoskop zum Abhören der fetalen Herztöne. Es wurde 1895 von Adolphe Pinard entwickelt und findet bis heute noch Anwendung in der Geburtshilfe als Alternative zur Kardiotokographie.
Die ersten Stethoskope, die ab 1816 von René Laënnec entwickelt wurden, bestanden zunächst nur aus einem einzelnen Rohr. Laënnecs Freund Jacques-Alexandre Lejumeau de Kergaradec benutzte als erster Stethoskope, um fetale Herztöne zu auskultieren. Die Hörrohre wurden dann schrittweise den Bedürfnissen der Geburtshilfe angepasst (z. B. um zu viel Bewegungen über den mütterlichen Bauch zu vermeiden), so dass schließlich Pinard die heute noch gebräuchliche Version entwickelte. Pinard-Rohre sind heute zumeist aus Holz gefertigt.

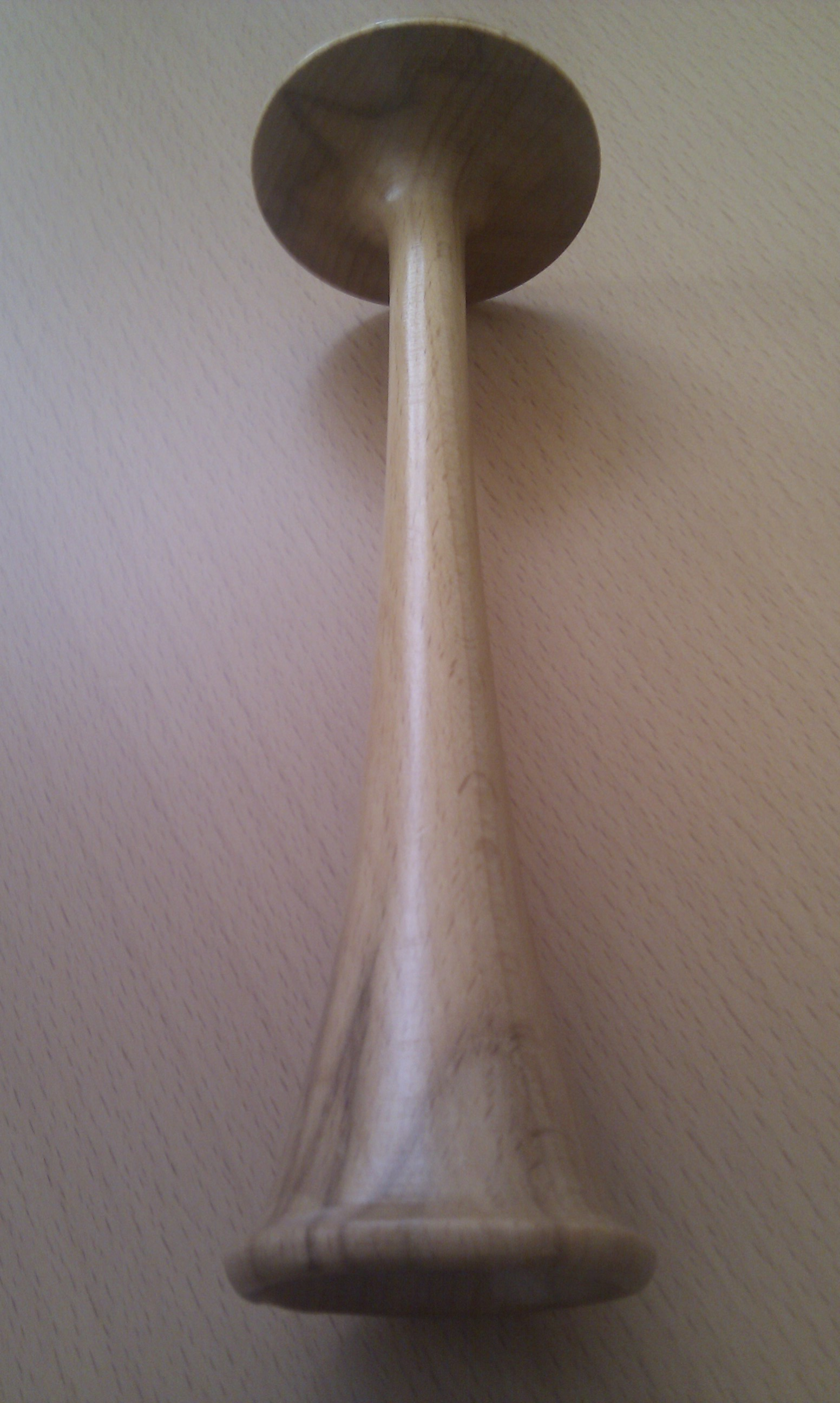
Pinard-Rohr aus Holz
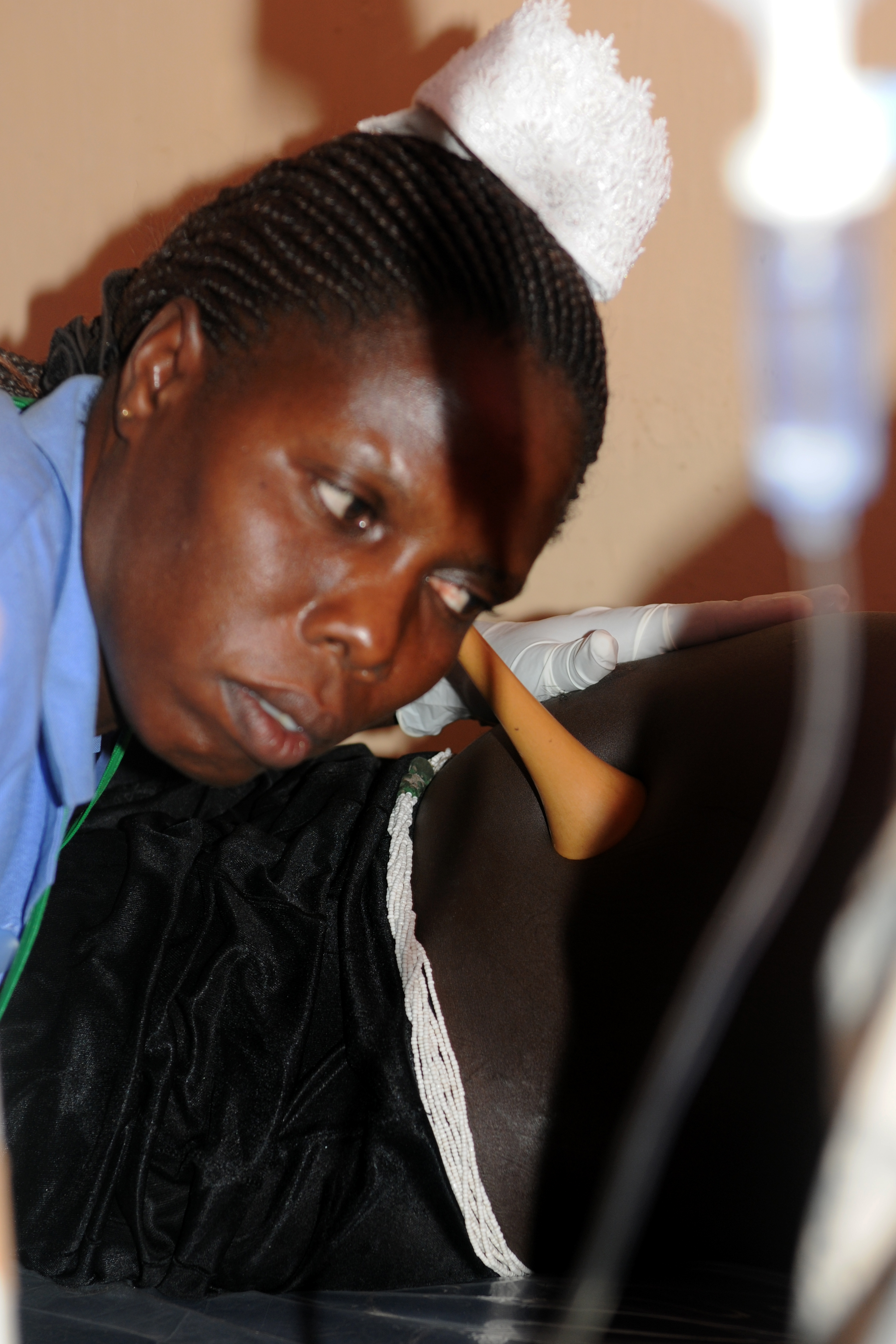
Einsatz in Uganda